# Deparați, Teleorman
Deparați este un sat în comuna Trivalea-Moșteni din județul Teleorman, Muntenia, România. Se află în partea de nord a județului,  în Câmpia Găvanu-Burdea. La recensământul din 2002 avea o populație de 1.392 locuitori.

## Monumente istorice
- Biserica " Sf. Nicolae" (1839)
- Conacul Depărățeanu (sec XIX)
- Conacul Jean Vetra (sec. XIX)
- Centrul de Sănătate "Regele Carol I" (1900)
- Conacul Trandafirescu - Slăvescu (1860)

## Personalitati
Alexandru Depărățeanu poet, politician și dramaurg român. Cea mai celebră poezie a sa, "Viața la țară" a fost inspirată de satul natal. Mai cunoscută este parodia acestei poezii, scrisă de George Topârceanu.